# Almira

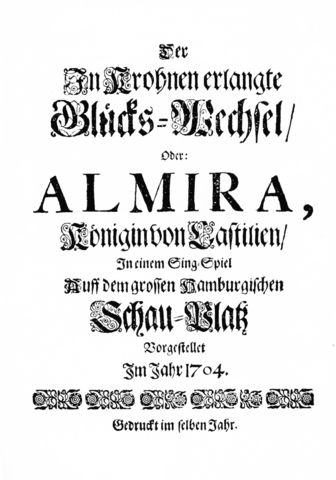
Page de titre du livret

Pour l’article homonyme, voir Almira (Washington).
Der in Krohnen erlangte Glücks-Wechsel, ou Almira, Königin von Castilien (HWV 1), est le premier opéra de Georg Friedrich Haendel. La première représentation eut lieu en 1705, alors qu'il n'avait pas encore 20 ans.  

## Création
Arrivé à Hambourg à l'été 1703, Haendel joue du violon puis du clavecin au théâtre am Gänsemarkt. La première de son premier opéra a lieu le 8 janvier 1705, sous la direction de Reinhard Keiser ; on suppose qu'il l'a composé dans les mois précédant cette date.
Le livret avait été d'abord rédigé en italien par Giulio Pancieri, à Venise, en 1691, et avait été mis en musique par Giuseppe Boniventi. Haendel utilisa une traduction de Friedrich Christian Feustking. La plupart des récitatifs et des airs sont en allemand, mais une partie n'ont jamais été traduits de l'italien.
Almira connut un grand succès. L’œuvre fut jouée à vingt reprises, avant d'être remplacée à l'affiche par un autre opéra de Haendel, Nero – dont la partition est perdue. En 1732, l'opéra fut à nouveau joué, dans une version revue par Telemann.
La première représentation contemporaine d’Almira eut lieu pendant le Halleschen Händelfestspiele (festival consacré à Haendel), le 4 juin 1994, à Bad Lauchstädt.

## Rôles
| Rôle                         | Tessiture | Première, 8 janvier 1705 |
| ---------------------------- | --------- | ------------------------ |
| Almira, Reine de Castilie    | soprano   | Frau Conradin            |
| Edilia, une princesse        | soprano   | Barbara Keiser           |
| Consalvo, garde d'Almira     | basse     | Gottfried Grünewald      |
| Osman, son fils              | ténor     | Johann Konrad Dreyer     |
| Fernando, un orphelin        | ténor     | Johann Mattheson         |
| Raymondo, Roi de Mauritanie  | basse     | Gottfried Grünewald      |
| Bellante, Princesse d'Aranda | soprano   | Frau Rischmüller         |
| Tabarco                      | ténor     | Christoph Rauch          |

## Argument
L'action se passe à Valladolid.

### Acte I
La princesse Almira a hérité du trône de son père ; l'opéra commence par son couronnement. La nouvelle reine est décontenancée lorsque son tuteur Consalvo affirme que son père lui a confié sa dernière volonté, à savoir qu'Almira épouse un homme de « la maison de Consalvo ». Comme il n'a qu'un fils, un officier assez incapable prénommé Osman, il semble donc que son père a souhaité qu'elle l'épouse. Ce projet ne convient pas du tout à Almira, qui est follement amoureuse de son secrétaire particulier, un jeune homme de filiation inconnue qui a pour prénom Fernando. Osman n'est pas mécontent d'envisager une position royale, mais il est amoureux d'une autre femme, la princesse Edilia. Lors d'un divertissement de cour compliqué, Almira est amenée à penses,  à tort, que son cher Fernando flirte avec Edilia et elle est rongée par la jalousie. Osman, préoccupé et blasé, assiste à une autre fête éclatante donnée par la princesse Bellante.

### Acte II
La princesse Bellante est tombée amoureuse d'Osman, mais le père d'Osman, Consalvo, poursuit Bellante de ses assiduités, ce qu'elle trouve gênant et qu'elle tente de faire cesser. Osman, bien qu'amoureux d'Edilia, envisage avec grand plaisir la perspective de devenir roi, il tient donc à épouser Almira et demande à Fernando, dont il connaît l'influence qu'il a sur elle, d'intervenir auprès d'Almira en sa faveur. Le roi de Maurétanie, Raymondo, se faisant passer pour l'ambassadeur de Maurétanie, fait une apparition à la cour d'Almira et tente de gagner l'amour de cette dernière.
Almira n'est pas intéressée par Raymondo, elle est toujours amoureuse, en secret, de son secrétaire Fernando, bien qu'elle ne le lui ait jamais avoué. Elle va lui déclarer son amour, mais Osman apparaît et, ne souhaitant pas Almira pour elle-même mais pour le statut qu’il obtiendrait en tant que son époux, est sur le point de poignarder Fernando quand Almira lui arrache son poignard. Edilia a eu vent du fait que son amoureux Osman voulait maintenant épouser Almira et elle est jalouse. Un serviteur de Fernando, appelé Tabarco, est entré en possession de la correspondance des différents protagonistes de ces imbroglios amoureux ; il ouvre et lit toutes leurs lettres.

### Acte III
Lors d'un bal masqué organisé en l'honneur de Raymondo, Fernando, Osman et Consalvo sont déguisés de façon allégorique en Europe, Asie et Afrique. Raymondo tente de courtiser Edilia, mais celle-ci est toujours amoureuse d'Osman. La princesse Bellante repousse une fois de plus les avances importunes de Consalvo. En fait, Bellante est à présent tombée amoureuse d'Osman. Tabarco remet une lettre d'adieu et un rubis hérité sa famille par Fernando à Almira, et lorsque Consalvo voit le rubis, il se rend compte que Fernando est son fils perdu depuis longtemps. À présent, de ce fait, Almira peut épouser Fernando et donc réaliser le souhait de son père mourant. Quant à elles, Bellante épousera Osman et Edilia acceptera Raymondo faute de mieux. Tous célèbrent le résultat heureux des événements.